# پایکوب آنتیل کوچک
پایکوب آنتیل کوچک (نام علمی: Saltator albicollis) نام یک گونه از سرده پایکوب است.